# Västomån
Västomån är en bebyggelse vid västra stranden av Vindelälven mittemot Vindeln i Vindelns socken i Vindelns kommun. SCB avgränsade här från 2023 en småort.